# Hermann Marggraff
Hermann Marggraff, född den 14 september 1809 i Züllichau i Neumark (Sulechów i nuvarande Polen), död den 11 februari 1864 i Leipzig, var en tysk författare. 
Han var under en följd av år verksam vid olika tidningar, bland andra "Augsburger Allgemeine Zeitung" och "Hamburger Korrespondent", sist vid "Blätter für litterarische Unterhaltung" i Leipzig. Av hans skrifter kan i första hand nämnas de intressanta avhandlingarna Bücher und Menschen, Deutschlands jüngste Litteratur- und Kulturepoche, tragedierna Heinrich IV, Christiern II och Das Täubchen von Amsterdam, de humoristiska romanerna Justus und Chrysostomus, Gebrüder Pech, Johannes Mackel och Fritz Beutel samt Gedichte och Balladenchronik. I litteraturhistorisk riktning utgav han Ernst Schulze, nach seinen Tagebüchern und Briefen (1855), Schillers und Körners Freundschaftsbund (1859) och Hausschatz der deutschen Humoristik (2 band, 1860). Som kritiker bibehöll han sitt anseende långt in på 1900-talet.